# Heidesheim am Rhein (Verbandsgemeinde)
Heidesheim am Rhein est une Verbandsgemeinde (collectivité territoriale) de l'arrondissement de Mayence-Bingen dans la Rhénanie-Palatinat en Allemagne. Le siège de cette Verbandsgemeinde est dans la ville de Heidesheim am Rhein.
La Verbandsgemeinde de Heidesheim am Rhein consiste en cette liste d'Ortsgemeinden (municipalités locales) :

Localisation de la Verbandsgemeinde de Heidesheim am Rhein dans l'arrondissement de Mayence-Bingen

1. Heidesheim am Rhein ;
2. Wackernheim.